# Бурдеј
Бурдеј (фр. Bourdeilles) насеље је и општина у југозападној Француској у региону Аквитанија, у департману Дордоња која припада префектури Периже.
По подацима из 2011. године у општини је живело 765 становника, а густина насељености је износила 35,01 становника/km². Општина се простире на површини од 21,85 km². Налази се на средњој надморској висини од 113 метара (максималној 192 m, а минималној 82 m).

## Демографија
| 1962. | 1968. | 1975. | 1982. | 1990. | 1999. | 2011. |
| ----- | ----- | ----- | ----- | ----- | ----- | ----- |
| 639   | 721   | 654   | 728   | 811   | 777   | 765   |

График промене броја становника у току последњих година